# Lithopolyporales zeerabadensis
Lithopolyporales là một chi nấm thuộc họ Polyporaceae. Là một chi đơn loài, nó chứa loài duy nhất Lithopolyporales zeerabadensis.